# Pallacanestro Ruvo di Puglia
La Pallacanestro Ruvo di Puglia, nota anche come Crifo Wines Basket Ruvo, è una società di pallacanestro italiana con sede nel comune omonimo. Attualmente milita nel campionato nazionale di Serie A2. Le partite casalinghe sono disputate presso il PalaColombo.

## Storia recente
Le origini della pallacanestro a Ruvo di Puglia risalgono agli anni cinquanta nel Novecento. Diverse compagini si sono susseguite nel corso degli anni, ma sopravvive tuttora una presenza delle società giovanili.
L'anno di svolta per il basket a Ruvo è il 1996, quando nasce la Pallacanestro Fiore di Puglia dalla fusione con Molfetta. Nel 1997 viene inaugurato il PalaColombo in occasione dei Giochi del Mediterraneo 1997. Queste tappe consentono al movimento cittadino di evolversi ulteriormente, garantendo una rapida ascesa nei campionati nazionali.
Nell'anno 2002 la Pallacanestro Fiore di Puglia vince il campionato di Serie C1 - Girone G della stagione 2001/2002, ottenendo la promozione in Serie B2. Durante i sette anni di permanenza nella categoria, la compagine biancoazzurra, sotto il nome di Adriatica Industriale Ruvo, giunge più volte ai play-off promozione arrendendosi per tre volte in semifinale e per due volte in finale. In questi anni diviene memorabile la rivalità con Ostuni, affrontata ripetutamente durante le gare decisive per la promozione. Nel 2008 la formazione prende il nome di ASD Ruvo di Puglia Basket.
Nell'estate 2009 la formazione ruvestina viene promossa in Serie A Dilettanti attraverso il ripescaggio causato dalla promozione del Casalpusterlengo in Legadue, a sua volta frutto di ripescaggio. La prima stagione del Ruvo in A Dilettanti è storica: partita per salvarsi, la matricola ruvestina stupisce tutti e con un girone di ritorno strepitoso (record di sei vittorie consecutive ed imbattuta in casa) chiude addirittura al sesto posto in classifica, venendo eliminata dalla Mazzeo San Severo ai quarti di finale dei playoff validi per la promozione in Legadue. 
La stagione 2010/2011 è quella che porta ai vertici della categoria la formazione biancoazzurra: in un campionato complicatissimo e difficilissimo (retrocede il 50% delle partecipanti), i ruvestini chiudono in testa il girone d'andata con tredici vittorie e due sconfitte. Nonostante un calo nel girone di ritorno, Ruvo chiude il campionato al terzo posto, conquistando i playoff. Ancora una volta, le semifinali mettono Ruvo contro Ostuni in una serie appassionante e combattuta. Grazie alle vittorie in trasferta di Gara 1 e Gara 3, i ruvestini hanno la chance di chiudere la serie in casa in Gara 4, ma non vi riescono e in Gara 5 si arrendono ai più quotati avversari.
Nel 2012 la società biancoazzurra rinuncia al rinnovo dell'iscrizione alla Divisione Nazionale A, ripartendo dalla Serie C pugliese per la stagione 2012/2013. 
Dopo sette anni trascorsi nei massimi campionati regionali pugliesi, la Tecnoswitch Ruvo ottiene la promozione nel campionato nazionale di Serie B  battendo il Monopoli per 3-1 nella serie della finale playoff promozione di Serie C Gold Puglia 2018/2019 nella cornice di un PalaColombo gremito di sostenitori ruvestini. A partire dalla stagione 2020/2021, la Pallacanestro Ruvo di Puglia ha raggiunto i playoff per quattro volte consecutive, conquistando la promozione in Serie A2 nella stagione 2024/2025, al termine del 3-0 rifilato alla Herons Montecatini nella serie della finale playoff. La promozione ottenuta dalla compagine ruvese rappresenta il traguardo più alto raggiunto dalla pallacanestro in Terra di Bari.

## Roster attuale
| Pallacanestro Ruvo di Puglia 2024-2025 | Pallacanestro Ruvo di Puglia 2024-2025 |
| Giocatori                              | Staff tecnico                          |
| -------------------------------------- | -------------------------------------- |

| N. | Naz.                                      | Ruolo | Nome                  | Anno | Alt.   | Peso   |  |
| -- | ----------------------------------------- | ----- | --------------------- | ---- | ------ | ------ |  |
| 5  | Argentina (bandiera) · Italia (bandiera)  | G     | Bernardo Musso        | 1986 | 193 cm | 89 kg  |  |
| 10 | Italia (bandiera)                         | P     | Thomas Reale          | 2002 | 179 cm | 74 kg  |  |
| 13 | Stati Uniti (bandiera) · Malta (bandiera) | G     | Darryl Joshua Jackson | 1985 | 203 cm | 95 kg  |  |
| 17 | Italia (bandiera)                         | AC    | Antonio Lorenzetti    | 1995 | 196 cm | 102 kg |  |
| 21 | Svizzera (bandiera) · Italia (bandiera)   | P     | Nicolò Isotta         | 2003 | 191 cm | 85 kg  |  |
| 23 | Italia (bandiera)                         | AP    | Marco Timperi         | 1997 | 194 cm | 85 kg  |  |
| 24 | Italia (bandiera) · Cuba (bandiera)       | PG    | Yankiel Moreno        | 1990 | 187 cm | 82 kg  |  |
| 25 | Serbia (bandiera) · Italia (bandiera)     | A     | Mihajlo Jerkovic      | 1999 | 204 cm | 95 kg  |  |
| 31 | Italia (bandiera)                         | AC    | Tommaso Gatto         | 1996 | 205 cm | 99 kg  |  |
| 33 | Italia (bandiera)                         | G     | Stefano Conte         | 2005 | 185 cm |        |  |
| 99 | Italia (bandiera)                         | C     | Jacopo Borra          | 1990 | 215 cm | 115 kg |  |

| Allenatore                                                                   |
| - Stefano Rajola                                                             |
| Assistente/i                                                                 |
| - Mirco Francese Legenda - (C) Capitano - (IN) Inattivo - Infortunato Roster |